# Livre (document)
Pour les articles homonymes, voir Livre.
 (mars 2021).

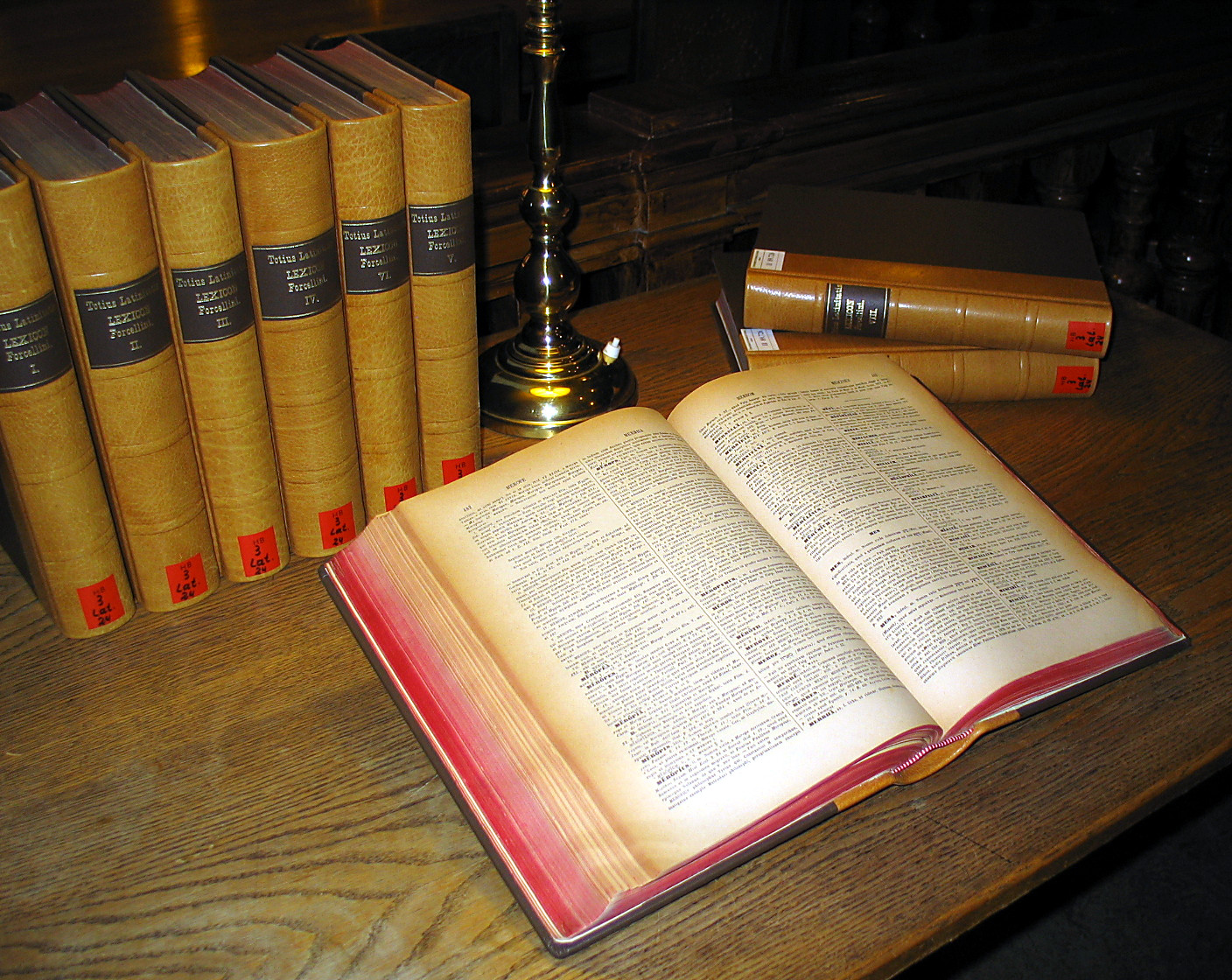
Livres dans la salle de lecture de la bibliothèque de l'université de Graz.

Un livre est un document écrit formant unité et conçu comme tel, composé de pages reliées les unes aux autres. Il a pour fonction d'être un support de l'écriture, permettant la diffusion et la conservation de textes de nature variée.
Sur le plan matériel, un livre est un volume de pages reliées, présentant un ou des textes sous une page de titre commune. Sa forme induit une organisation linéaire (pagination, chapitres, etc.). Un livre comporte généralement des outils favorisant l'accès à son contenu : table des matières, sommaire, index. Il existe une grande variété de livres selon le genre, les destinataires, ainsi que selon le mode de fabrication et les formats, ou selon les usages. Sauf exception, tel le livre d'artiste, un livre est publié en plusieurs exemplaires par un éditeur, comme en témoignent les éléments d'identification qu'il comporte obligatoirement.
Œuvre de l'esprit conçue par un auteur, le livre sert d'interface avec un lecteur. Objet culturel lié à l'histoire humaine, il permet de transmettre du sens selon une forme matérielle particulière au-delà de l'espace et du temps. Pour le lecteur, « un livre est une extension de la mémoire et de l'imagination ». De manière imagée, l'expression « refermer le livre » est utilisée pour évoquer la fin d'une période.
On peut classer les livres selon leur contenu en deux grandes catégories : les livres destinés à une lecture séquentielle (la littérature et ses multiples genres) et ceux destinés à un usage de référence (les ouvrages de référence).

## Définition

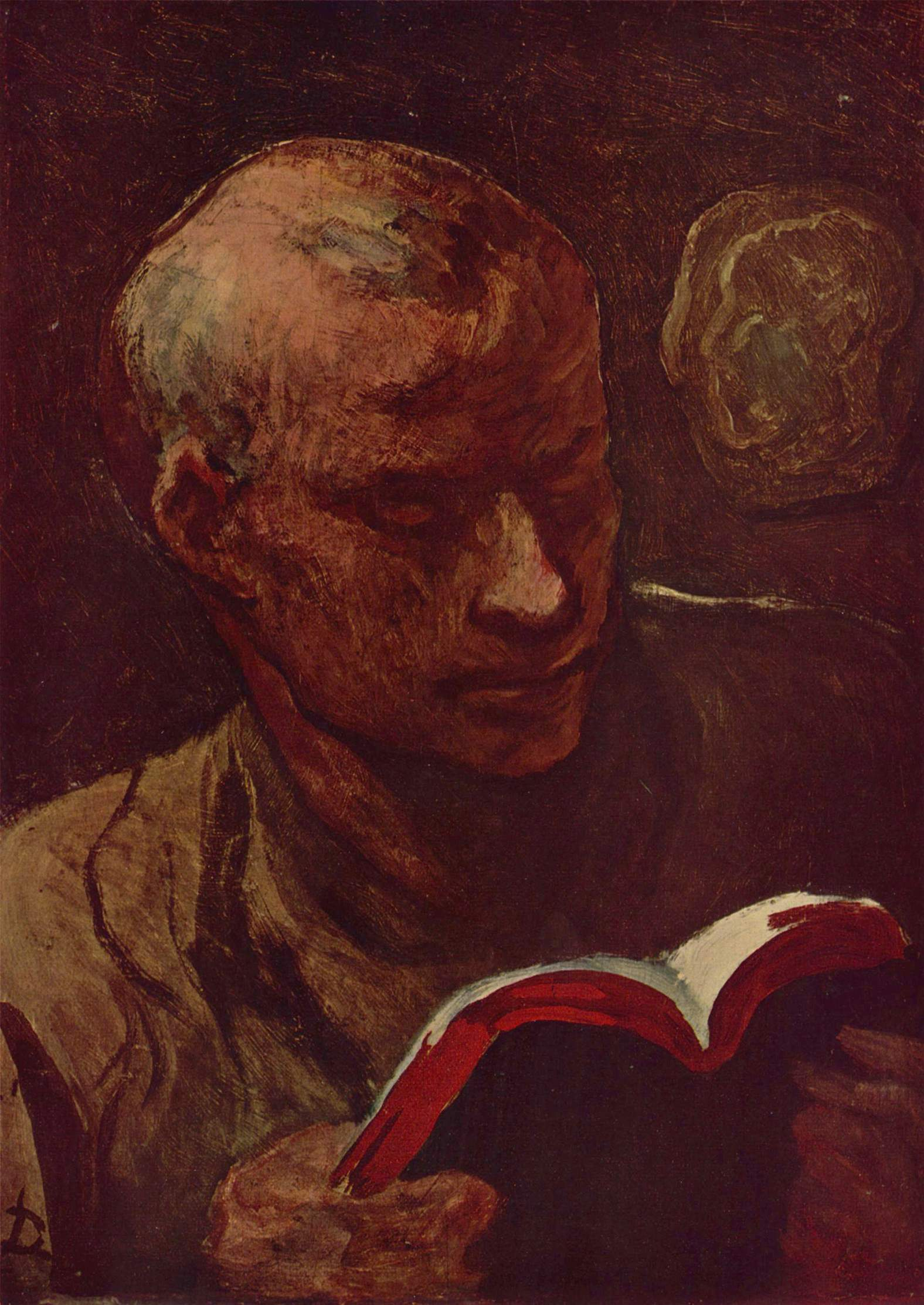
Honoré Daumier, Le Lecteur (1860), collection particulière.

Un livre est généralement défini comme une « réunion » ou un « assemblage de feuilles » dont la vocation est d'être lues (Littré, Académie française), ou a minima de consigner des informations (Académie française). Si à l'époque moderne la définition du livre est restreinte au papier et à des volumes reliés ou brochés, les matériaux (vélin, parchemin) et la forme (bande enroulée, manuscrits pliés, etc.) couvertes par le mot étaient plus variés par le passé.
En 1964, l’Unesco adopte une définition destinée à l'établissement des statistiques nationales de l'édition de livres et de périodiques : « Un livre est une publication non périodique imprimée comptant au moins 49 pages, pages de couverture non comprises, éditée dans le pays et offerte au public »,,.
Toutefois, aucune définition ne permet de décrire correctement l'ensemble des réalités couvertes par le terme « livre ».

## Sciences du livre
La science des livres est appelée bibliologie ; elle a pour objet l'histoire du livre et ses procédés de fabrication, de diffusion et de conservation. L'étude du livre, dans sa partie comporte de nombreux aspects économiques, sociologiques, politiques et idéologiques : le livre en tant que produit (technique, édition, possibilités ou non de diffusion, etc.), en tant qu'œuvre (esthétique de sa reliure par exemple), etc. En outre, la lecture étant la finalité habituelle du livre, il faut ajouter une sociologie et une histoire de la lecture (bibliothèques publiques et privées, manière de lire…). D'autres sciences s'intéressent aussi au livre :
- la bibliométrie ;
- la codicologie ;
- la paléographie.

## Histoire
L'histoire du livre est celle d'une suite d'innovations techniques qui ont permis d'améliorer la qualité d'accès à l'information, la portabilité, et le coût de production. Mais considéré du point artistique ou de la collection, le livre ressort de la bibliophilie, passion qui remonte sans doute à l'antiquité.

### Antiquité

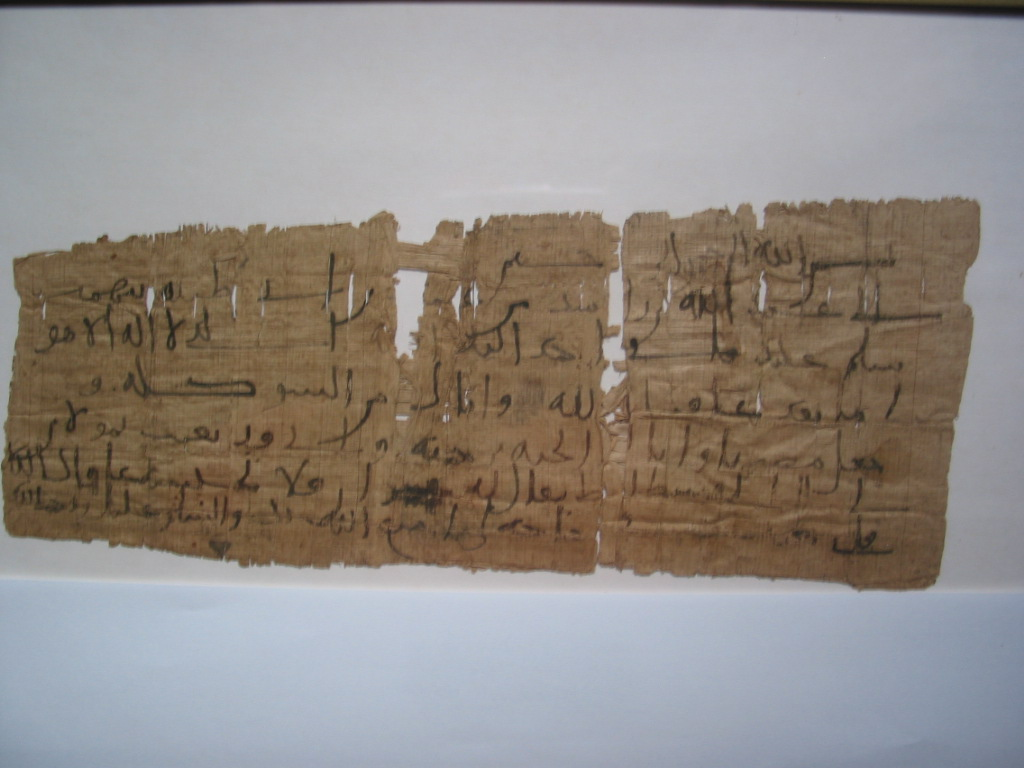
Papyrus.

L'écriture est le préalable à l'existence du texte et donc du livre. Il s'agit d'un codage permettant de transmettre et de conserver des notions abstraites.
Les premiers écrits ont pour support des tablettes d'argile ou de pierre. Celles-ci ont été remplacées par le rouleau de papyrus ou volumen, plus léger et donc plus facile à transporter. Le volumen est enroulé sur lui-même dans le sens horizontal. Dans les usages liturgiques, comme pour la Torah, il est enroulé autour de deux axes verticaux en bois. Au plan de la lecture, il ne permet qu'un usage séquentiel : on est obligé de lire le texte dans l'ordre où il est écrit et il est impossible de poser un repère pour accéder directement à un endroit précis. À cet égard, il est comparable à nos vidéocassettes. De plus, le lecteur a les deux mains occupées à tenir les axes verticaux et ne peut donc pas écrire en même temps qu'il lit.
À partir du IIe siècle av. J.-C., le parchemin commence à être utilisé en concurrence avec le papyrus. Réalisé à partir de peaux animales, il permet une meilleure conservation dans le temps.
Le codex, qui se répand à Rome au cours du Ier siècle, entraînera une révolution comparable à celle de l'invention de l'écriture. Le texte n'est plus disposé sous la forme d'un rouleau continu, mais est distribué sur un ensemble de feuillets reliés au dos. De ce fait, le lecteur peut accéder directement à un endroit précis du texte et comparer différents points d'un même ouvrage, ce qui est très utile pour l'étude des textes. Le codex est également plus facile à poser sur une table, ce qui permet au lecteur de prendre des notes en même temps qu'il lit.

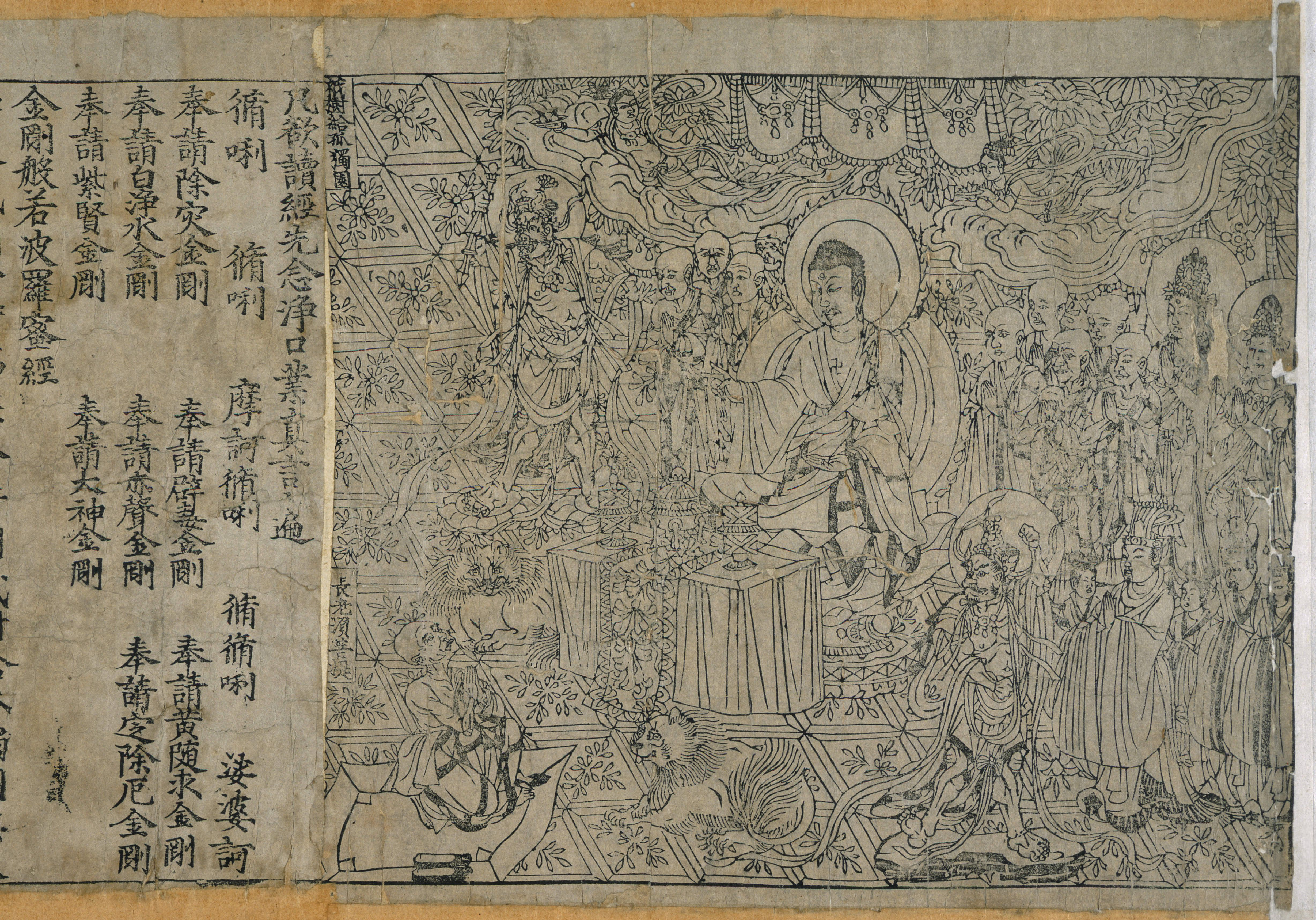
Le Sūtra du Diamant, le plus ancien livre imprimé sur papier (daté de 868).

Au IIe siècle, le papier est inventé en Chine, où il se développe. Il est alors fabriqué à partir de fibres végétales telles que celles du lin ou bien d'écorces telles que le mûrier à papier. Se développe en parallèle l'usage de l'encre de Chine et du sceau à base d'encre, prémisse de l'imprimerie. Ces technologies sont alors répandues au Vietnam, puis dans ce qui est aujourd'hui la Corée et le Japon dans les environs du Ve siècle ou VIe siècle. Le plus ancien exemplaire imprimé sur papier connu à ce jour[Quand ?] est le Sūtra du Diamant, datant du IXe siècle, imprimé à l'Ouest de la Chine, découvert à Dunhuang et conservé à la British Library de Londres.

### Moyen Âge
La forme codex s'améliore avec la séparation des mots, les majuscules et la ponctuation, qui facilitent la lecture silencieuse, puis avec les tables des matières et les index, qui facilitent l'accès direct à l'information. Cette forme est tellement efficace, qu'elle est encore celle du livre, plus de 500 ans après son apparition.

### Époque moderne

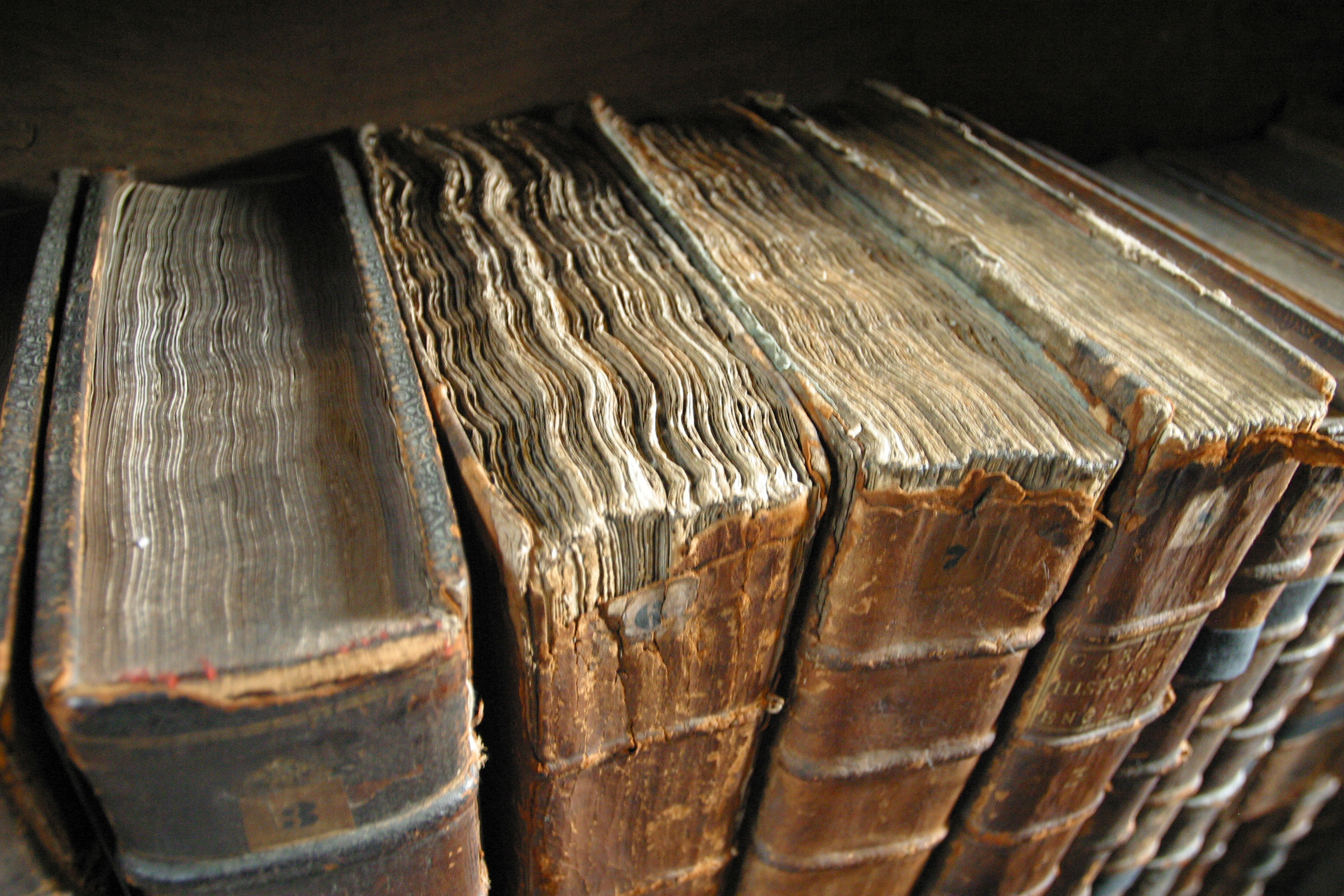
Livres de la bibliothèque de Merton College, université d'Oxford (Royaume-Uni).

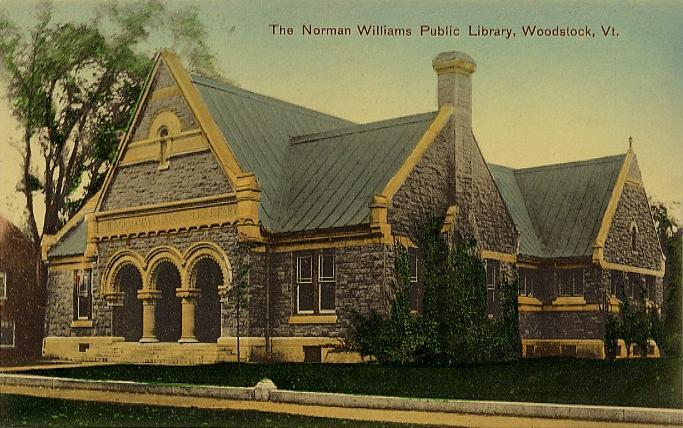
Bibliothèque dans le Vermont, vers 1910.

Le papier remplace progressivement le parchemin à partir du XIVe siècle. Moins cher à produire, il permet une diffusion plus large. C'est alors un papier produit à base de vieux tissus bouillis et pressés, d'où le nom de « papier chiffon ».
L'imprimerie marque l'entrée du livre dans l'ère industrielle. Le livre n'est plus un objet unique, écrit ou reproduit à la demande. L'édition d'un livre devient une entreprise, nécessitant des capitaux pour sa réalisation et un marché pour sa diffusion. En contrepartie, le coût de chaque exemplaire baisse très fortement, ce qui augmente considérablement la diffusion du livre. Le livre de format codex et imprimé sur papier, tel qu'il existe encore aujourd'hui, date donc de la fin du XVe siècle.
Les livres imprimés avant le 1er janvier 1501 sont appelés « incunables ».

### Époque contemporaine

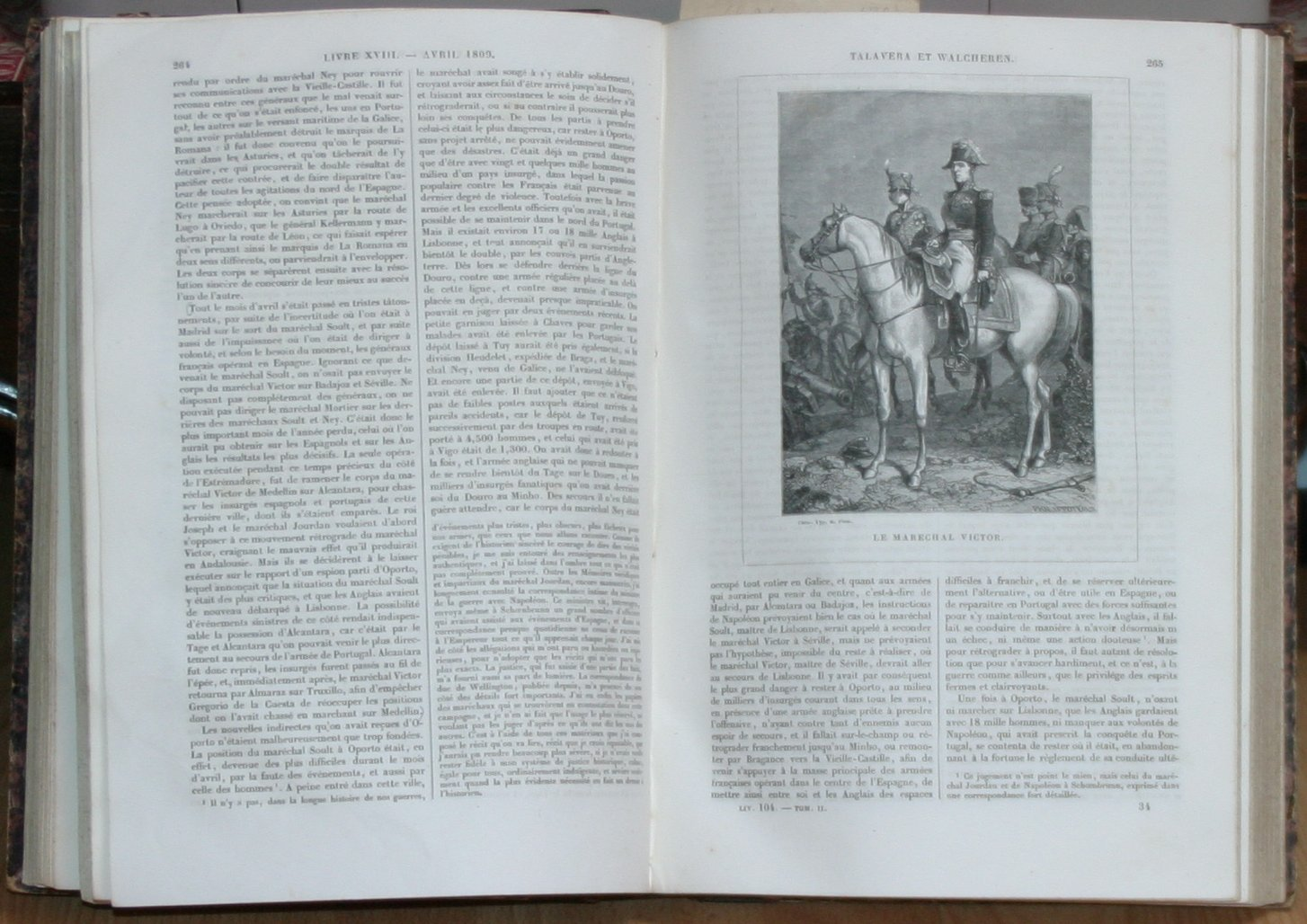
Livre publié en 1866.

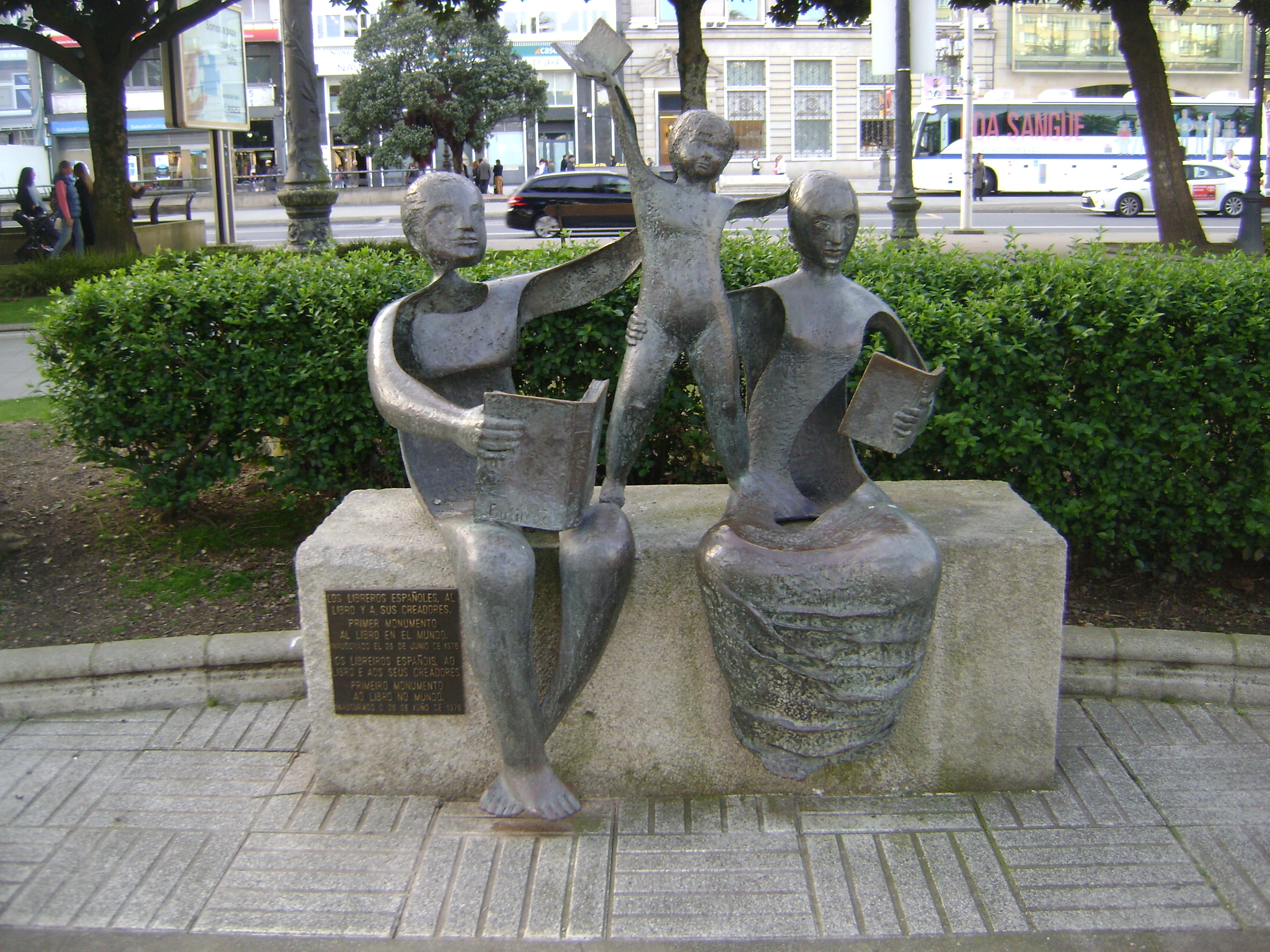
Monument au livre, La Corogne, Galice, (Espagne).

Aucune innovation majeure n'intervient dans la production du livre entre la fin du XVe et la fin du XXe siècle. En revanche, de nouveaux types de documents apparaissent au XIXe siècle : photographie, enregistrements sonores et cinéma.
Le livre de poche apparaît en France le 9 février 1953, commercialisé par Hachette à l'initiative d'Henri Filipacchi. Par son coût relativement peu élevé, il permet une véritable démocratisation du livre. Mais le format « poche » existe depuis le XVIIe siècle, notamment pour les ouvrages interdits qui se doivent d'être discrets : ouvrages protestants en France, livres libertins… Le format « poche » se généralise au XIXe siècle (nombreuses éditions romantiques. Éditions Lemerre, par exemple).
Dans les années 1990, le numérique modifie le paysage de l'édition : d'un côté, l'hypertexte concurrence le codex en améliorant l'accès direct à l'information, et de l'autre, les systèmes de télécommunications tel Internet font baisser son coût de production et de diffusion. Ainsi, le contenu destiné à un accès direct et non à une lecture séquentielle, comme les encyclopédies, existe de moins en moins sous forme de livre et de plus en plus en ligne.
Malgré l'apparition du livre numérique, porté par le développement de la tablette et de la liseuse, la forme du codex demeure pour tout ce qui nécessite une lecture séquentielle ou pour les livres qui sont autant de beaux objets que des supports d'information : romans, essais, bandes dessinées, livres d'art, etc.

## Structure du livre

### Formats
Le livre existe en divers formats, selon le nombre de plis de la feuille de papier à imprimer, qui est appelée selon ses dimensions : « Colombier », « Jésus », « raisin », « Carré / Coquille » ou « Couronne ». Chacune de ces feuilles de tirage est susceptible d’être pliée une fois (in-folio), deux fois (in-quarto ou in-4), trois fois (in-octavo ou in-8), quatre fois (in-16) ou plus, de telle façon que les pages se présentent au lecteur dans l’ordre où elles doivent être lues et constituent un cahier.
Lorsque le livre est exceptionnellement composé de feuilles entières, il porte le nom d’« in-plano ». Il est donc de très grande taille, mais ne peut pas être relié tel quel. Les feuilles doivent d'abord être réunies en cahiers, soit par collage sur un onglet, soit par surjetage (couture spécifique).
Le tableau ci-dessous indique les dimensions moyennes (en cm) créées par la combinaison des formats :
| Nom des feuilles  | in-plano | in-folio  | in-4        | in-8        | in-16       | in-18       |
| ----------------- | -------- | --------- | ----------- | ----------- | ----------- | ----------- |
| Colombier         | 90 x 63  | 63 x 45   | 45 x 31,5   | 30 x 21     | 22,5 x 15,7 | 21 x 15     |
| Jésus             | 70 x 54  | 54 x 35   | 35 x 27     | 27 x 18     | 17,5 x 13,7 | 18,3 x 11,6 |
| Raisin            | 65 x 50  | 49 x 32   | 32 x 24     | 24 x 16     | 16,2 x 12,5 | 16,6 x 10,8 |
| Coquille ou Carré | 56 x 45  | 44 x 28   | 28 x 22     | 22 x 14     | 14 x 11,2   | 15 x 9,3    |
| Écu               | 52 x 40  | 40 x 26   | 26 x 20     | 20 x 13     | 13 x 10     | 13,3 x 8,6  |
| Couronne          | 46 x 36  | 37 x 23,5 | 23,5 x 18,5 | 18,5 x 11,7 | 11,7 x 9,2  | 12,3 x 7,8  |

Divers formats de papier peuvent être compris dans ces formats de livres. Toutefois, d’autres formats dits « bâtards » existent, notamment l'« Univers », le « Grand Monde », le « Grand aigle », le « Colombier », le « Soleil », le « Cavalier », la « Cloche », la « Tellière », etc.. Les livres dont la hauteur est plus petite que la largeur sont dits de format oblong ou « À l'italienne ».

### Parties d'un livre

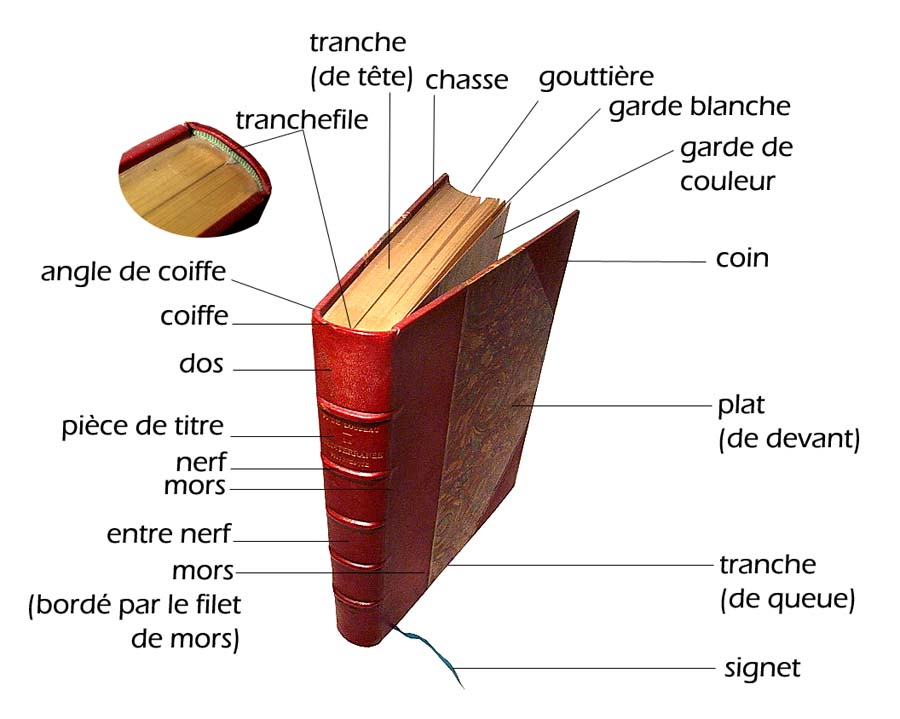
Parties d'un livre imprimé.

La pratique de la reliure impose aux livres un certain nombre de caractéristiques matérielles identifiées de la manière suivante :
- couverture : partie contenant les feuilles, et ayant à la fois un but de présentation (titre, illustration, paratexte) et de conservation (protection des feuilles) ;
  - plat : grande partie de la couverture ; un livre a deux plats, un devant, un derrière,
    - première de couverture : page avant extérieure,
    - deuxième de couverture : page avant intérieure,
    - troisième de couverture : page arrière intérieure,
    - quatrième de couverture : page arrière extérieure, souvent appelées à tort « dos »,

  - dos : partie de la couverture protégeant la reliure et permettant d'identifier le livre lorsqu'il est rangé debout sur une étagère,
  - rabat : pour les livres à couvertures en papier souple, prolongement de la première ou de la quatrième de couverture replié vers l'intérieur, souvent utilisé pour présenter les auteurs ;
- reliure : manière dont sont assemblés les cahiers : reliure cousue, reliure collée…
- cahiers : ensemble de feuilles ;
  - tranche : bords libres des feuilles,
    - tranche de tête : située sur le dessus,
    - gouttière : située à l'opposé de la reliure,
    - tranche de queue : située sur le dessous.

  - tranchefile : fils qui décorent et renforcent la tranche.

Des éléments supplémentaires amovibles peuvent être utilisés pour mettre en valeur le livre :
- jaquette : pièce de papier plastifiée superposée à la couverture et de même taille que la couverture, surtout utilisée pour protéger les livres à couvertures rigides et les mangas,
- bandeau : pièce de papier entourant le livre mais d'une hauteur plus petite que la couverture, servant à mettre en avant certains arguments publicitaires.

En occident, le bandeau est bien souvent dans une couleur qui tranche avec la couleur dominante de la couverture, par exemple un rouge vif. Au Japon, l'utilisation de bandeaux (appelés obi 帯 en japonais) est plus que courant mais ils se fondent en général avec le fond graphique adopté par la couverture.
En belle typographie, les pages d'un livre sont organisées de la manière suivante :
- première et deuxième de couverture ;
- page de garde : feuille blanche ;
- faux-titre ou avant-titre : page impaire (belle page) sur laquelle est imprimé le titre du livre ; le verso (page paire) contient éventuellement une illustration en frontispice ;
- grand titre : belle page avec le titre du livre, le nom de l'auteur et différentes informations sur l'édition (éditeur, imprimeur, année…) ;
- texte de l'ouvrage, commençant en belle page ;
- colophon ;
- troisième et quatrième de couverture.

### Modes de reliure

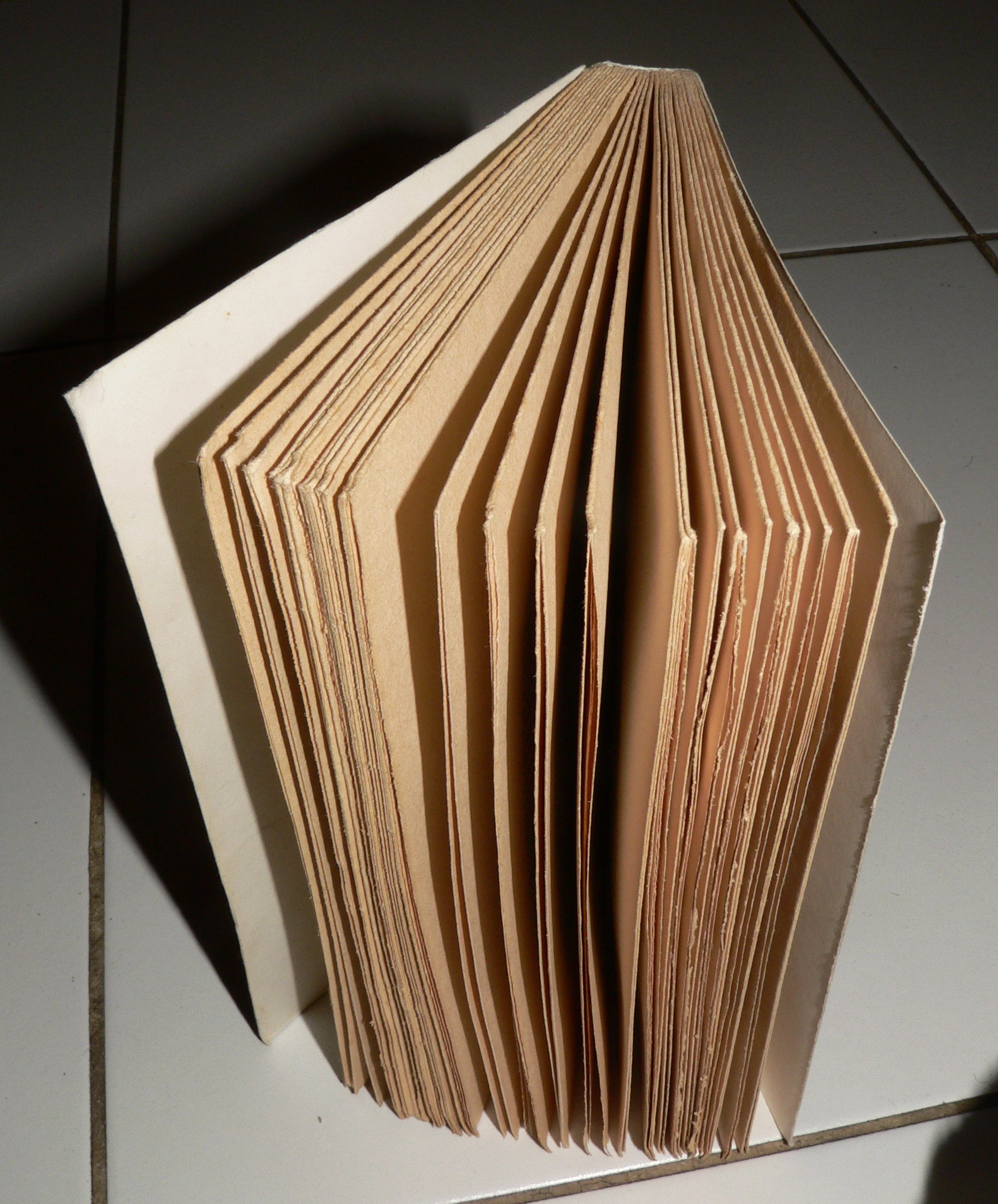
Un livre broché.

Un livre est formé de plusieurs cahiers d'un nombre pair de pages qui vont être assemblées (six, huit, douze, seize, dix-huit, vingt-quatre ou trente-deux pages).
Il existe deux modes d'assemblage de ces cahiers : la reliure et le brochage.
Dans le cas d'un livre relié, les dos des différents cahiers sont cousus ensemble. Est ensuite ajoutée à cet ensemble une couverture rigide : la reliure. Le livre relié est plus solide, et aussi plus cher.
Un livre relié est composé de trois parts :
- Le corps d’ouvrage : la partie intérieure du livre.
- La couverture : la partie extérieure du livre
- Les feuilles de garde : les feuilles qui assemblent le corps d’ouvrage avec la couverture du livre.

Quant au livre broché, il est aussi formé de plusieurs cahiers qui, une fois assemblés, ont le dos coupé, rainuré et collé. La couverture du livre broché est habituellement plus souple que celle du livre relié.
La couverture d'un livre broché peut être collée au corps d'ouvrage, avec ou sans l'usage d'une feuille de garde.

## Chaîne du livre

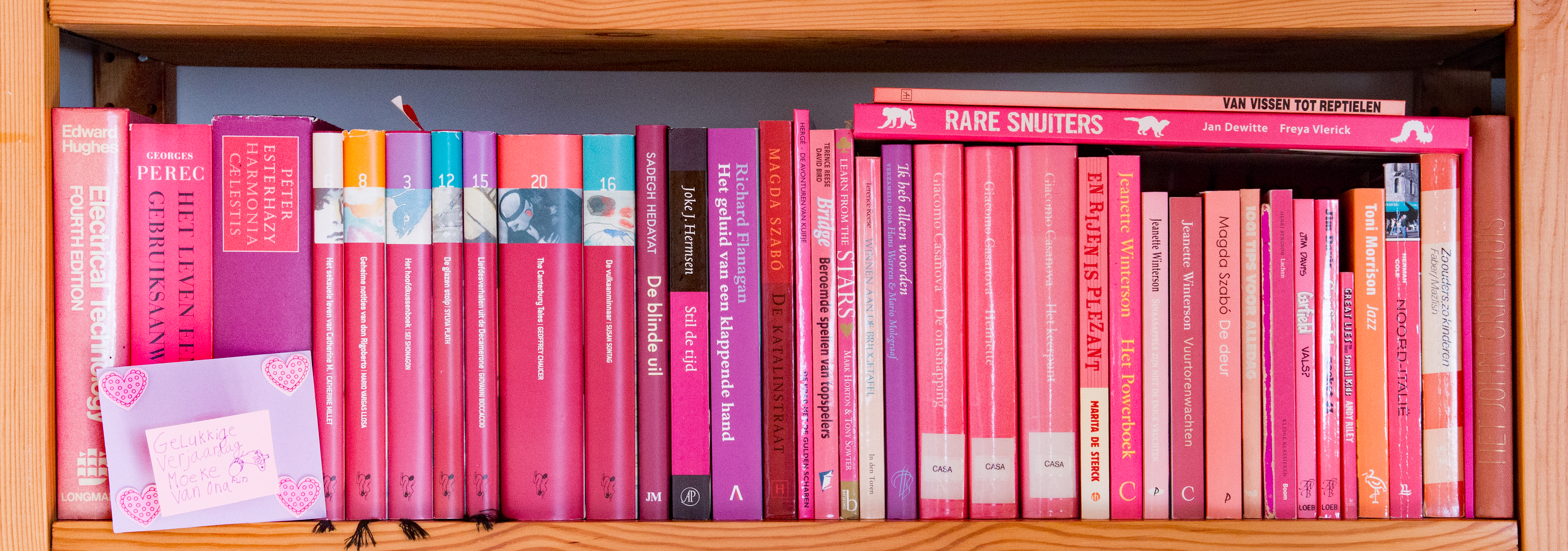
Des livres roses.

### Création
L'écrivain écrit le texte. S'il s'agit d'une œuvre de collaboration, il peut y avoir plusieurs auteurs.
L'auteur cède en général les droits d'exploitation de son œuvre à une maison d'édition, qui se charge de la diffuser. En France, l'auteur ne cède pas ses droits intellectuels, qui sont inaliénables ; c'est la principale différence avec le régime du copyright anglo-saxon, où l'auteur peut céder par contrat l'œuvre elle-même, qui devient de ce fait la propriété de la maison d'édition.

### Production

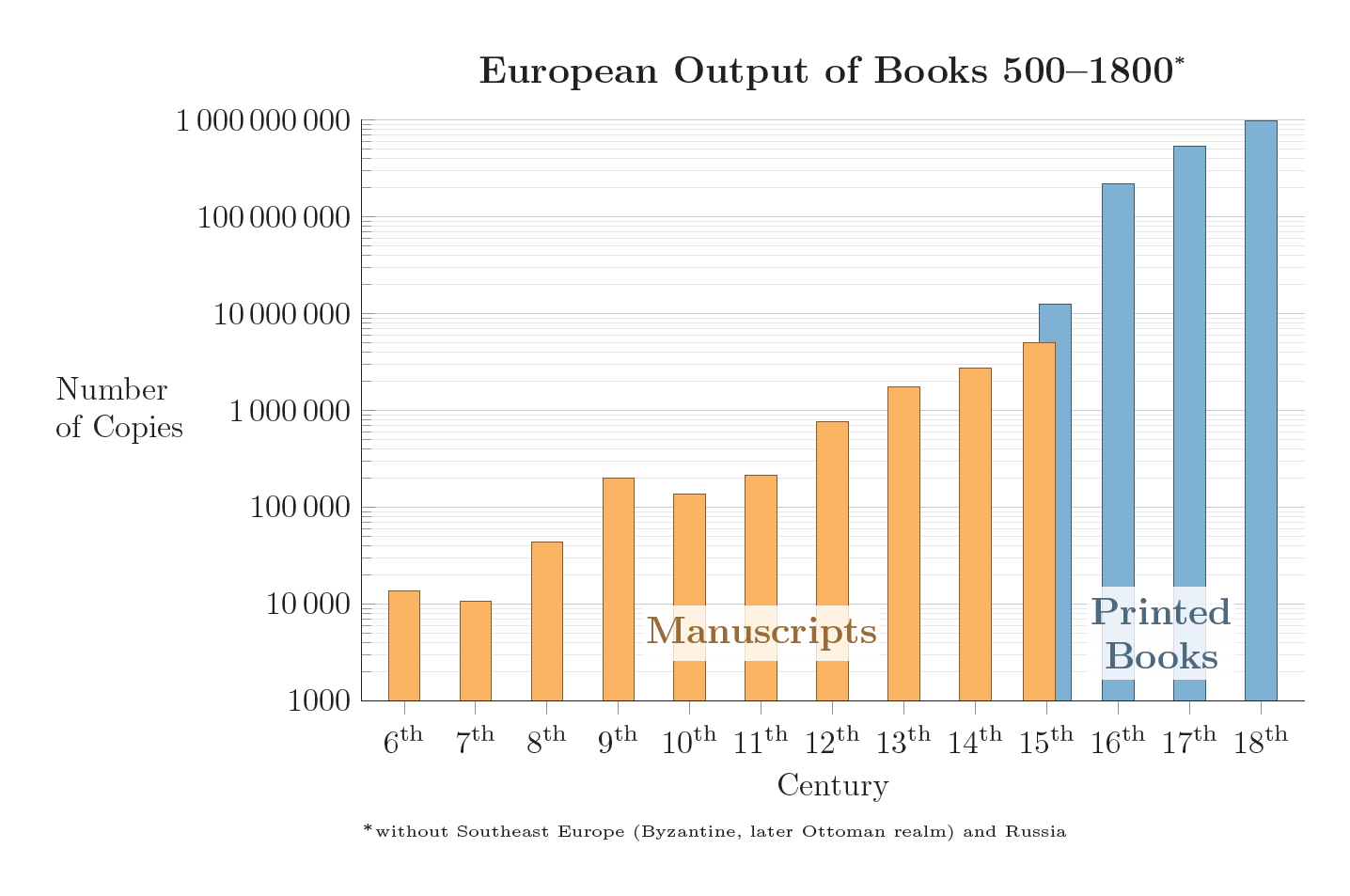
La production européenne de livres augmenta entre 500 et 1800 d'un facteur supérieur à 70000.

L'éditeur a trois fonctions : intellectuelle, économique et technique.
Il sélectionne, parmi les nombreux manuscrits qu'il reçoit, ceux qu'il juge dignes d'être publiés, éventuellement après modification ou adaptation. Ce jugement se fonde sur les qualités qu'il trouve au texte, mais aussi sur le succès qu'il suppose que connaîtra le livre et donc sur la rentabilité de l'opération éditoriale. Lorsque l'éditeur pense qu'il y a un marché pour un certain type de livre, c'est lui qui peut rechercher un auteur auquel il passera une commande d'écriture.
L'éditeur, au nom de sa maison d'édition, prend l'essentiel du risque financier de l'édition (mise en page et maquette, traduction si nécessaire, impression et diffusion) et en partage les bénéfices entre l'auteur, le distributeur, et le libraire.
Avec le chef de fabrication, il coordonne tous les acteurs de la réalisation du livre : l'auteur, le correcteur, l'imprimeur et le façonnier  ou relieur industriel.
Maintenant, les livres peuvent être envoyés directement à des maisons d'édition sur internet comme livre numérique. Certaines sont gratuites et d'autres payantes.

### Commercialisation

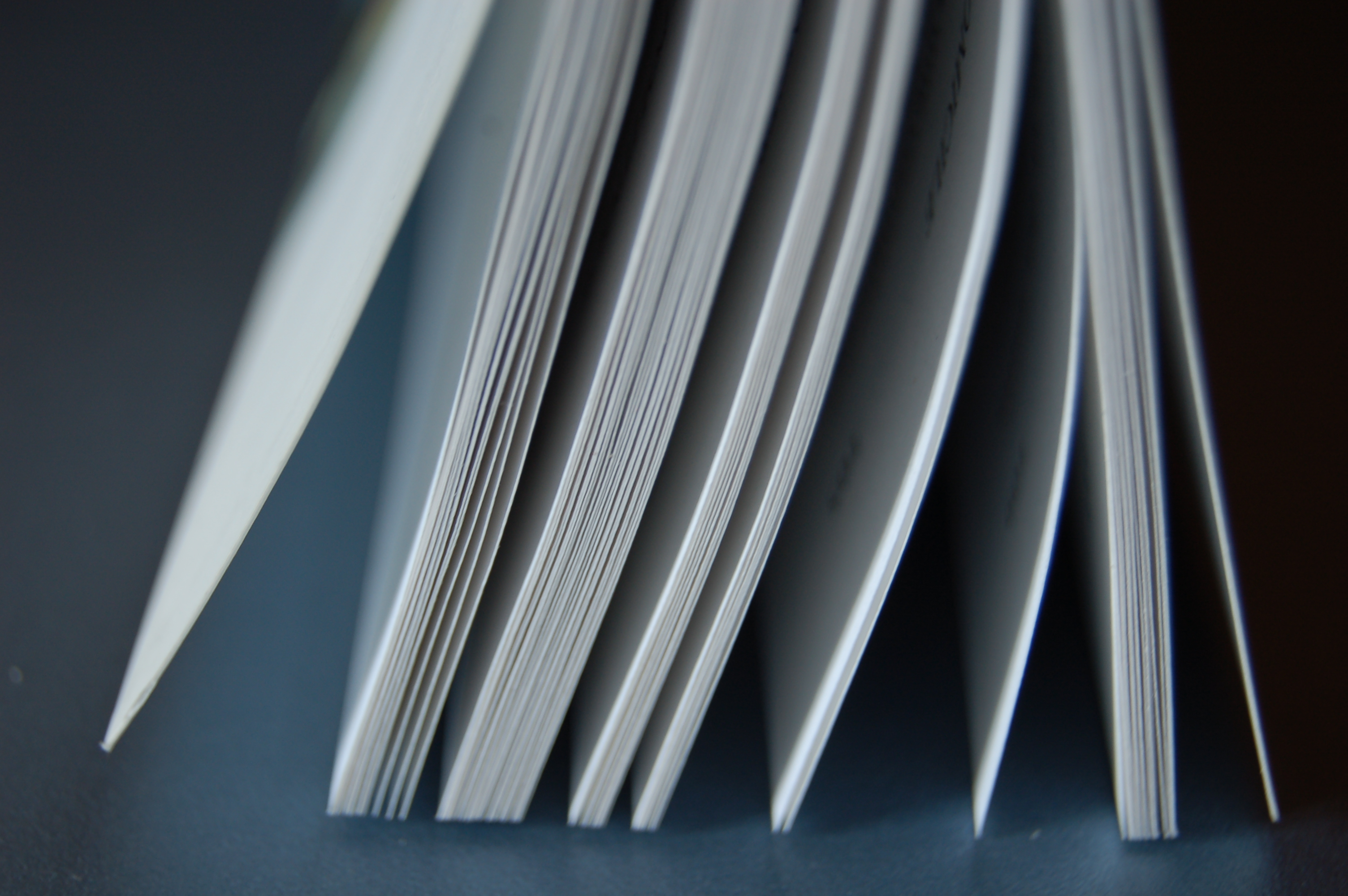
Livre ouvert.

Une fois le livre imprimé et relié, il est mis dans le commerce par le diffuseur, le distributeur et la librairie. Parallèlement, sa promotion est assurée auprès des divers médias concernés. La commercialisation du livre est régie par la loi dans de nombreux États.

#### En France
En France, le marché du livre est réglementé par une loi de 1981, dite loi Lang, qui instaure le prix unique du livre. L'éditeur doit fixer le prix de son livre (avec marquage du prix en quatrième de couverture), puis le point de vente (librairie ou surface spécialisée) ne peut vendre le livre à un prix supérieur ou inférieur, excepté une remise maximum de 5 % (effectuée directement à la caisse ou sous forme de carte de fidélité), et de 9 % pour les collectivités (bibliothèques).
La loi Lang est présentée par certains[Qui ?] comme une première loi de développement durable, car en près de vingt-cinq ans elle aurait permis de maintenir un tissu de librairies indépendantes, une production éditoriale de qualité (environ 25 000 nouveautés par an), et un prix abordable du livre (avec même une baisse de valeur en 1981)[réf. souhaitée].
Le diffuseur est chargé de la promotion du livre. Il organise des campagnes promotionnelles, s'assure de la mise en place du livre dans les différents points de vente et du réassort.
Le distributeur a un rôle logistique. Il gère le stock de livres pour le compte de l'éditeur, reçoit et expédie les commandes, et se charge de la facturation. Il dispose généralement d'entrepôts situés dans des zones industrielles. Depuis les années 2000, il se charge également de reprendre les invendus des livres « événementiels » et de les détruire, car leur stockage coûterait plus cher que leurs bénéfices,.
La librairie vend directement au public, mais aussi aux bibliothèques, qui offrent un accès non marchand au livre.
La diffusion évolue fortement avec l'émergence d'Internet comme l'un des modes privilégiés d'achat et de vente de livres. Les livres sont alors directement proposés aux clients et certaines entreprises, comme la Fnac, Amazon ou Google, proposent aujourd'hui des ouvrages physiques en livraison à domicile mais également numériques rapidement consultables et immédiatement téléchargeables, contournant ainsi le système classique de diffusion.
Il existe aussi une nouvelle forme de consommation du livre grâce à sa numérisation, c'est l'abonnement à des ebooks qui est proposé par certaines entreprises comme Scribd, YouScribe, Nextory ou 24Symbols. En payant un abonnement, on peut accéder à plusieurs milliers d'ouvrages.
Le club de livres est une autre forme de diffusion où les adhérents reçoivent périodiquement à domicile des propositions d'achat de titres ayant fait l'objet d'éditions particulières par des entreprises spécialisées comme Le Grand Livre du mois, Jean de Bonnot ou le Club français du livre, aujourd'hui inactif.

### Autres modes de diffusion secondaires
Depuis quelques années, le livre connaît une seconde vie sous la forme de lecture à voix haute. Il s'agit alors de lectures publiques d'ouvrages déjà publiés et ce, avec le concours de lecteurs professionnels (souvent des acteurs connus) et en étroite collaboration avec les écrivains, les éditeurs, les libraires, les bibliothécaires, les animateurs du monde littéraire et les artistes.
De nombreuses pratiques individuelles ou collectives existent permettant d'augmenter le nombre de lecteurs d'un livre. Parmi celles-ci :
- l'abandon de livres en des lieux publics, couplés ou non avec l'utilisation d'internet, connu sous le nom de bookcrossing ;
- la mise à disposition gratuite de livres dans des tiers-lieux de type bars ou cafés ;
- les bibliothèques ambulantes ou temporaires ;
- les bibliothèques libres dans l'espace public (exemple du projet franco-allemand BücherboXX-BiblioboXX dans les anciennes cabines téléphoniques).

### Évolution de la chaîne du livre
Cette forme de la chaîne du livre n'a guère varié depuis le XVIIIe siècle, et n'a pas toujours existé de cette manière. Ainsi, l'auteur s'est affirmé progressivement avec le temps, et le droit d'auteur ne date que du XVIIIe siècle. Pendant de nombreux siècles, et notamment avant l'invention de l'imprimerie, chacun recopiait librement les livres qui passaient entre ses mains, en y ajoutant le cas échéant ses propres commentaires. De même, les métiers de libraire et d'éditeur ne sont apparus qu'avec l'invention de l'imprimerie, qui a fait du livre un produit industriel, nécessitant des structures de production et de commercialisation.
L'invention de l'Internet, des liseuses électroniques, des tablettes et des projets comme Wikipédia sont susceptibles de faire évoluer fortement la chaîne du livre dans les années à venir.